# 波美拉尼亞的伊莉莎白
波美拉尼亞的伊莉莎白（德語：Elisabeth von Pommern，1347年—1393年4月15日），神聖羅馬皇后，1363年至1378年在位。

## 家庭
1363年，16歲的伊莉莎白與47歲的神聖羅馬皇帝查理四世結婚，兩人共有2子2女：
1. 安妮（1366年—1394年），英格蘭王后
2. 西吉斯蒙德（1368年—1437年），神聖羅馬皇帝
3. 約翰（1370年—1396年），哥利茲公爵
4. 瑪格麗特（英语：Margaret of Bohemia, Burgravine of Nuremberg）（1373年—1410年），紐倫堡領主夫人